# Alberta Highway 63
Der Alberta Highway 63 ist ein Highway im nordwestlichen Alberta. Er beginnt nördlich von Fort MacKay, durchquert anschließend die Athabasca-Ölsand-Lagerstätten und Fort McMurray. Weiter südlich endet er dann nach 434 km an der Kreuzung mit dem Alberta Highway 28. Der Highway ist dabei, als sogenannte „Core Route“, Bestandteil des kanadischen National Highway System.

## Sehenswertes
Im nördlichen Bereich verläuft der Highway durch borealen Nadelwald sowie die Athabasca-Ölsand-Lagerstätten.